# Agrostis humifusa
Agrostis humifusa é uma espécie de gramínea do gênero Agrostis, pertencente à família Poaceae.